# In a Glass House
In a Glass House é o quinto álbum de estúdio da banda de rock progressivo britânica Gentle Giant, lançado em 21 de setembro de 1973. A gravação começa e termina com sons gravados de vidros quebrando. É o primeiro álbum lançado após a saída de Phil Shulman da banda.
O álbum é alegadamente um projeto conceitual da banda baseado no aforismo: "Aqueles que vivem em casas de vidro não deveriam atirar pedras".
A última canção do álbum, "Index" é uma faixa escondida, tocando após a faixa "In a Glass House" e um pequeno delay. É uma breve recaptulação de todas as faixas do álbum. A canção é chamada de "Index" nos lançamentos em LP mas não é escrita na capa dos lançamentos em CD. A capa do álbum tinha uma litografia em preto e branco do grupo coberta com plástico transparente, assemelhando-se a vidro.

## Faixas
| Lado um |                       |         |  |
| N.º     | Título                | Duração |  |
| 1.      | "The Runaway"         | 7:15    |  |
| 2.      | "An Inmate's Lullaby" | 4:39    |  |
| 3.      | "Way of Life"         | 8:04    |  |

| Lado dois | |         |  |
| N.º       | Título | Duração |  |
| 1.        | "Experience" | 7:50    |  |
| 2.        | "A Reunion" | 2:11    |  |
| 3.        | "In a Glass House "Index" (nas impressões em CD essa pequena canção que possui pequenas partes de cada música do álbum é incluida no final de In a Glass House)" | 8:09    |  |

| Faixas bônus no CD remasterizado |                                                                                                  |         |  |
| N.º                              | Título                                                                                           | Duração |  |
| 1.                               | "The Runaway/Experience" (Ao vivo em 23/09/1976 em Philipshalle, Düsseldorf, Alemanha Ocidental) | 7:50    |  |
| 2.                               | "In a Glass House" (Ao vivo em 05/04/1974 em Münsterlandhalle, Münster, Alemanha Ocidental)      | 2:11    |  |

## Ficha técnica
- Derek Shulman – vocais principais, saxofone, flauta doce, saxofone soprano.
- Gary Green – guitarra acústica de 12 cordas, guitarra elétrica de 6 cordas, bandolim, tamborim.
- Kerry Minnear – sintetizador, violoncelo, vocal de apoio, órgão Hammond, piano, clavinete, piano elétrico, clavicórdio, Mellotron, celesta, glockenspiel, marimba, vibrafone, tímpano.
- Ray Shulman – guitarra acústica, vocal de apoio, baixo, violino, tamborim.
- John Weathers – bateria, bumbo, chocalho.